# Saison 2018-2019 de l'Épinal Hockey Club
Saison précédente Saison suivante
La saison 2018-2019 de Épinal Hockey Club est la quarante-neuvième de l'histoire du club, cent-treize ans après sa fondation. À la suite de la liquidation de la structure professionnelle au printemps 2018, l'équipe réserve du club, engagée par l'association gérant le hockey mineur, devient l'équipe première.

## Avant-saison
Le 26 avril 2018, à la suite de difficultés financières, la section professionnelle est placée en liquidation judiciaire et dissoute. Afin de se protéger et d'établir un bilan financier complet, l'association gérant le hockey mineur décide de demander à être placée en redressement judiciaire auprès du tribunal administratif d'Épinal. Début juillet 2018, le comité directeur dévoile le nouveau nom et les nouvelles couleurs du club. Celles-ci renouent avec les origines du club puisque la couleur dominantes choisie est le vert, comme c'était le cas avant 1997. Sportivement, l'équipe réserve évoluant en Division 3 devient la nouvelle équipe fanion.
Existant depuis 2004 (avec une pause d'une saison en 2014-2015), l'équipe réserve du club devient donc l'équipe première à partir de l'été 2018. Depuis son retour en Division 3 en 2015, cette équipe est emmenée par d'anciens joueurs ayant évolué en équipe professionnelle quelques années auparavant. On y retrouve ainsi entre autres Guillaume Chassard, Guillaume Papelier, Kévin Pernot, Kévin Benchabane, Pierre Mauffrey, Nicolas Ravel mais également l'idole spinalienne, le Slovaque Jan Plch, entraîneur-joueur de l'équipe,. Fort de ce contingent d'anciens professionnels, l'équipe enchaîne les très bons résultats, à l'ombre de l'équipe engagée en Ligue Magnus. C'est ainsi que l'équipe ne s'incline que 6 fois entre 2016 et 2018, devenant même vice-championne de France de Division 3 en 2017, synonyme de montée (finalement refusée pour raisons économiques) en Division 2.
L'objectif annoncé est très clair : la montée directe en Division 2. Pour cela, le club ne se renforce qu'en novembre avec l'arrivée du défenseur ukrainien Alexander Vlad. De l'effectif professionnel, seul l'attaquant formé au club Anthony Rapenne décide de rester. Par la suite, le défenseur Martin Charpentier rompt d'un commun accord le contrat qui le liait avec le club de Division 1 de La Roche-sur-Yon à cause de blessures récurrentes et décide de s'engager avec son club formateur après sa convalescence.
L'équipe est versée dans la poule C de Division 3, regroupant les équipes du Nord-Est de la France.

## Effectif
| No    | Nom                    | Nat. | Position       | Arrivée                                    |
| ----- | ---------------------- | ---- | -------------- | ------------------------------------------ |
| +001, | Aimeric Conraud        |      | Gardien de but | Formé au club                              |
| +001, | Pierre Mauffrey        |      | Gardien de but | 2013 - Bélougas de Toulouse Formé au club  |
|       | Nicolas Ravel          |      | Gardien de but | Formé au club                              |
| +093, | Martin Charpentier     |      | Défenseur      | 2013 - Rapaces de Gap Formé au club        |
| +007, | Audric Donnet          |      | Défenseur      | 2017 - Mont Blanc                          |
| +069, | Corentin Lehmann       |      | Défenseur      | Formé au club                              |
| +027, | Thomas Léonard         |      | Défenseur      | Formé au club                              |
| +090, | Romain Mauffrey        |      | Défenseur      | Formé au club                              |
| +042, | Guillaume Papelier – C |      | Défenseur      | 2015 - Amnéville Formé au club             |
| +091, | Thomas Paquié          |      | Défenseur      | Formé au club                              |
| +080, | Paul Petit             |      | Défenseur      | Formé au club                              |
| +017, | Alexander Vlad         |      | Défenseur      | 2018 - Donbass Donetsk                     |
| +012, | Kévin Benchabane       |      | Attaquant      | 2015 - Amnéville Formé au club             |
| +016, | Victor Breton          |      | Attaquant      | Formé au club                              |
| +022, | Yvan Charpentier       |      | Attaquant      | Formé au club                              |
| +077, | Guillaume Chassard     |      | Attaquant      | 2004 - Scorpions de Mulhouse Formé au club |
| +019, | Nathan Ganz – A        |      | Attaquant      | Formé au club                              |
| +089, | Jonathan Gury          |      | Attaquant      | Formé au club                              |
| +009, | Kévin Pernot – A       |      | Attaquant      | Formé au club                              |
| +014, | Ján Plch – A           |      | Attaquant      | 2005 - MHk 32 Liptovský Mikuláš            |
| +025, | Anthony Rapenne        |      | Attaquant      | 2012 - Rapaces de Gap Formé au club        |
| +008, | Marc Syrucek           |      | Attaquant      | Formé au club                              |
| +055, | Hugo Valentin          |      | Attaquant      | Formé au club                              |

## Statistiques

### Résultats
| Compétition      | Débute en                 | Termine en          | Matches joués | Victoires | Victoires a.p./t.a.b. | Matchs nuls | Défaites a.p./t.a.b. | Défaites | Buts pour | Buts contre | Différence |
| ---------------- | ------------------------- | ------------------- | ------------- | --------- | --------------------- | ----------- | -------------------- | -------- | --------- | ----------- | ---------- |
| Saison Régulière | -                         | -                   | 14            | 14        | 0                     | 0           | 0                    | 0        | 152       | 20          | +132       |
| Play-offs        | Matchs d'interclassements | Carré final         | 9             | 8         | 0                     | 1           | 0                    | 0        | 70        | 26          | +44        |
| Coupe de France  | Premier Tour              | Seizièmes de finale | 2             | 1         | 0                     | 0           | 0                    | 1        | 9         | 7           | +2         |
| Total            | -                         | -                   | 25            | 23        | 0                     | 1           | 0                    | 1        | 231       | 53          | +178       |

## Compétitions

### Pré-saison
| no   | Date          | Domicile | Score | Extérieur     | Prolongation | Bilan   | Référence |
| ---- | ------------- | -------- | ----- | ------------- | ------------ | ------- | --------- |
| 1[a] | 1er septembre | Épinal   | 8-5   | Strasbourg II |              | 1-0–0–0 | Recap     |
| 2[a] | 21 août       | Épinal   | 5-6   | Colmar        |              | 1-0-0–1 | Recap     |

Notes : a  Matchs joués à Épinal dans le cadre du Tournoi d'Épinal.
Légende:
- Victoires
- Défaites

### Championnat

#### Saison régulière
| N° | Date         | Domicile             | Score | Extérieur            | Pr. | Affluence | Points | Bilan    | Recap |
| -- | ------------ | -------------------- | ----- | -------------------- | --- | --------- | ------ | -------- | ----- |
| 1  | 22 septembre | Dijon                | 5-4   | Épinal               |     | 418       | 3      | 1–0-0–0  | Recap |
| 2  | 29 septembre | Épinal               | 15-2  | Dammarie-lès-Lys     |     | 1 500     | 6      | 2–0-0–0  | Recap |
| 3  | 13 octobre   | Épinal               | 29-0  | Fontenay             |     | 1 288     | 9      | 3–0-0–0  | Recap |
| 4  | 20 octobre   | Reims                | 2-9   | Épinal               |     |           | 12     | 4–0-0–0  | Recap |
| 5  | 27 octobre   | Épinal               | 7-2   | Luxembourg           |     | 1 350     | 15     | 5–0-0–0  | Recap |
| 6  | 10 novembre  | Boulogne-Billancourt | 1-6   | Épinal               |     | 150       | 18     | 6–0-0–0  | Recap |
| 7  | 17 novembre  | Champigny sur Marne  | 1-2   | Épinal               |     | 130       | 21     | 7–0-0–0  | Recap |
| 8  | 24 novembre  | Épinal               | 5-1   | Champigny sur Marne  |     | 1 150     | 24     | 8–0-0–0  | Recap |
| 9  | 1er décembre | Épinal               | 8-0   | Boulogne-Billancourt |     | 1 380     | 27     | 9–0-0–0  | Recap |
| 10 | 15 décembre  | Luxembourg           | 2-6   | Épinal               |     | 400       | 30     | 10–0-0–0 | Recap |
| 11 | 5 janvier    | Épinal               | 6-2   | Reims                |     | 2 300     | 33     | 11–0-0–0 | Recap |
| 12 | 19 janvier   | Fontenay             | 0-26  | Épinal               |     | 35        | 36     | 12–0-0–0 | Recap |
| 13 | 26 janvier   | Dammarie-lès-Lys     | 3-9   | Épinal               |     | 242       | 39     | 13–0-0–0 | Recap |
| 14 | 2 février    | Épinal               | 15-2  | Dijon                |     | 2 120     | 42     | 14–0-0–0 | Recap |

Légende:
- Victoire
- Victoire en prolongations ou en fusillade
- Défaite en prolongations ou en fusillade
- Défaite

##### Classement et statistiques

###### Classement
| Clt   | Équipe               | PJ | V  | VP | D | DP | BP  | BC  | Diff | Pts |
| ----- | -------------------- | -- | -- | -- | - | -- | --- | --- | ---- | --- |
| +001, | Épinal               | 14 | 14 | 0  | 0 | 0  | 150 | 20  | +132 | 42  |
| +002, | Dammarie-lès-Lys     | 14 | 9  | 0  | 1 | 4  | 84  | 71  | +13  | 28  |
| +003, | Champigny sur Marne  | 14 | 7  | 2  | 0 | 5  | 79  | 39  | +40  | 39  |
| +004, | Luxembourg           | 14 | 8  | 0  | 1 | 5  | 76  | 62  | +14  | 25  |
| +005, | Reims                | 14 | 6  | 1  | 0 | 7  | 69  | 55  | +14  | 25  |
| +006, | Boulogne-Billancourt | 14 | 6  | 0  | 1 | 7  | 58  | 61  | -3   | 19  |
| +007, | Dijon                | 14 | 2  | 1  | 1 | 10 | 47  | 100 | -53  | 9   |
| +008, | Fontenay             | 14 | 0  | 0  | 0 | 14 | 40  | 197 | -157 | 0   |

- En gras : qualifié pour les huitièmes de finale (via matchs d'interclassements)
- En italique : qualifié pour les barrages

###### Statistiques
| Équipe               | PJ | Supériorité numérique | Supériorité numérique | Supériorité numérique | Infériorité numérique | Infériorité numérique | Infériorité numérique |
| Équipe               | PJ | BPSUP                 | %                     | BCSUP                 | BCINF                 | %                     | BPINF                 |
| Boulogne-Billancourt | 14 | 16                    | 20,8                  | 6                     | 13                    | 84,7                  | 3                     |
| Champigny sur Marne  | 14 | 23                    | 23,8                  | 7                     | 6                     | 91,3                  | 6                     |
| Dammarie-lès-Lys     | 14 | 9                     | 13,2                  | 3                     | 17                    | 80,1                  | 8                     |
| Dijon                | 14 | 15                    | 17,5                  | 6                     | 16                    | 74,9                  | 2                     |
| Épinal               | 14 | 33                    | 35                    | 0                     | 5                     | 89                    | 10                    |
| Fontenay             | 14 | 3                     | 6,4                   | 12                    | 38                    | 65                    | 3                     |
| Luxembourg           | 14 | 19                    | 24,4                  | 4                     | 18                    | 77,3                  | 5                     |
| Reims                | 14 | 14                    | 18,2                  | 3                     | 19                    | 78,2                  | 4                     |

#### Phase finale

##### Tour préliminaire
Le match aller se joue chez l'équipe la moins bien classée à l'issue de la phase de poule.

en italique : les équipes ne pouvant pas être promues
| Équipe 1              | Aller | Total | Retour | Équipe 2             |
| --------------------- | ----- | ----- | ------ | -------------------- |
| Épinal Hockey Club C1 | 12-5  | 17-7  | 5-2    | D2 Aigles de Nice II |

Épinal est qualifié pour les huitièmes de finale en tant que tête de série.

##### Séries éliminatoires
|  | Huitièmes de finale           | Huitièmes de finale           | Huitièmes de finale           | Huitièmes de finale | Huitièmes de finale | Huitièmes de finale |                          |                      | Quarts de finale | Quarts de finale | Quarts de finale | Quarts de finale | Quarts de finale | Quarts de finale |
|  |                               |                               |                               |                     |                     |                     |                          |                      |                  |                  |                  |                  |                  |                  |
|  | 16 et 23 mars 2019            |                               |                               |                     |                     |                     |                          |                      |                  |                  |                  |                  |                  |                  |
|  |                               |                               |                               |                     |                     |                     |                          |                      |                  |                  |                  |                  |                  |                  |
|  | Castors d'Asnières            | Castors d'Asnières            | B2                            | 8                   | 2                   | 10                  |                          |                      |                  |                  |                  |                  |                  |                  |
|  | Castors d'Asnières            | Castors d'Asnières            | B2                            | 8                   | 2                   | 10                  | 30 mars et 13 avril 2019 |                      |                  |                  |                  |                  |                  |                  |
|  | Renards d'Orléans             | Renards d'Orléans             | B4                            | 2                   | 6                   | 8                   |                          |                      |                  |                  |                  |                  |                  |                  |
|  | Renards d'Orléans             | Renards d'Orléans             | B4                            | 2                   | 6                   | 8                   | Castors d'Asnières       | Castors d'Asnières   | B2               | 0                | 0                | 0                |                  |                  |
|  | 16 et 24 mars 2019            |                               |                               |                     |                     |                     | Castors d'Asnières       | Castors d'Asnières   | B2               | 0                | 0                | 0                |                  |                  |
|  |                               | Chevaliers du lac d'Annecy II | Chevaliers du lac d'Annecy II | D3                  | 3                   | 0                   | 3                        |                      |                  |                  |                  |                  |                  |                  |
|  | Caribous de Seine-et-Marne    | Caribous de Seine-et-Marne    | Chevaliers du lac d'Annecy II | D3                  | 3                   | 0                   | 3                        | C2                   | 5                | 1                | 6                |                  |                  |                  |
|  | Caribous de Seine-et-Marne    | Caribous de Seine-et-Marne    |                               |                     |                     |                     |                          | C2                   | 5                | 1                | 6                |                  |                  |                  |
|  | Chevaliers du lac d'Annecy II | Chevaliers du lac d'Annecy II | D3                            | 7                   | 3                   | 10                  |                          |                      |                  |                  |                  |                  |                  |                  |
|  | Chevaliers du lac d'Annecy II | Chevaliers du lac d'Annecy II | D3                            | 7                   | 3                   | 10                  |                          |                      |                  |                  |                  |                  |                  |                  |
|  | 10 et 23 mars 2019            |                               |                               |                     |                     |                     |                          |                      |                  |                  |                  |                  |                  |                  |
|  |                               |                               |                               |                     |                     |                     |                          |                      |                  |                  |                  |                  |                  |                  |
|  | Coqs de Courbevoie            | Coqs de Courbevoie            | B1                            | 6                   | 6                   | 12                  |                          |                      |                  |                  |                  |                  |                  |                  |
|  | Coqs de Courbevoie            | Coqs de Courbevoie            | B1                            | 6                   | 6                   | 12                  | 6 et 13 avril 2019       |                      |                  |                  |                  |                  |                  |                  |
|  | Remparts de Tours II          | Remparts de Tours II          | B5                            | 4                   | 5                   | 9                   |                          |                      |                  |                  |                  |                  |                  |                  |
|  | Remparts de Tours II          | Remparts de Tours II          | B5                            | 4                   | 5                   | 9                   | Coqs de Courbevoie       | Coqs de Courbevoie   | B1               | 5                | 15               | 20               |                  |                  |
|  | 16 et 23 mars 2019            |                               |                               |                     |                     |                     | Coqs de Courbevoie       | Coqs de Courbevoie   | B1               | 5                | 15               | 20               |                  |                  |
|  |                               | Aigles de Nice II             | Aigles de Nice II             | D2                  | 6                   | 4                   | 10                       |                      |                  |                  |                  |                  |                  |                  |
|  | Aigles de Nice II             | Aigles de Nice II             | Aigles de Nice II             | D2                  | 6                   | 4                   | 10                       | D2                   | 2                | 8                | 10               |                  |                  |                  |
|  | Aigles de Nice II             | Aigles de Nice II             |                               |                     |                     |                     |                          | D2                   | 2                | 8                | 10               |                  |                  |                  |
|  | Élans de Champigny            | Élans de Champigny            | C3                            | 2                   | 4                   | 6                   |                          |                      |                  |                  |                  |                  |                  |                  |
|  | Élans de Champigny            | Élans de Champigny            | C3                            | 2                   | 4                   | 6                   |                          |                      |                  |                  |                  |                  |                  |                  |
|  | 9 et 23 mars 2019             |                               |                               |                     |                     |                     |                          |                      |                  |                  |                  |                  |                  |                  |
|  |                               |                               |                               |                     |                     |                     |                          |                      |                  |                  |                  |                  |                  |                  |
|  | Épinal Hockey Club            | Épinal Hockey Club            | C1                            | 1                   | 10                  | 11                  |                          |                      |                  |                  |                  |                  |                  |                  |
|  | Épinal Hockey Club            | Épinal Hockey Club            | C1                            | 1                   | 10                  | 11                  | 6 et 13 avril 2019       |                      |                  |                  |                  |                  |                  |                  |
|  | Phénix de Reims               | Phénix de Reims               | C5                            | 1                   | 5                   | 6                   |                          |                      |                  |                  |                  |                  |                  |                  |
|  | Phénix de Reims               | Phénix de Reims               | C5                            | 1                   | 5                   | 6                   | Épinal Hockey Club       | Épinal Hockey Club   | C1               | 18               | 10               | 28               |                  |                  |
|  | 16 et 23 mars 2019            |                               |                               |                     |                     |                     | Épinal Hockey Club       | Épinal Hockey Club   | C1               | 18               | 10               | 28               |                  |                  |
|  |                               | Dragons de Poitiers           | Dragons de Poitiers           | A2                  | 2                   | 2                   | 4                        |                      |                  |                  |                  |                  |                  |                  |
|  | Dragons de Poitiers           | Dragons de Poitiers           | Dragons de Poitiers           | A2                  | 2                   | 2                   | 4                        | A2                   | 5                | 6                | 11               |                  |                  |                  |
|  | Dragons de Poitiers           | Dragons de Poitiers           |                               |                     |                     |                     |                          | A2                   | 5                | 6                | 11               |                  |                  |                  |
|  | Drakkars de Caen II           | Drakkars de Caen II           | B3                            | 6                   | 3                   | 9                   |                          |                      |                  |                  |                  |                  |                  |                  |
|  | Drakkars de Caen II           | Drakkars de Caen II           | B3                            | 6                   | 3                   | 9                   |                          |                      |                  |                  |                  |                  |                  |                  |
|  | 9 et 23 mars 2019             |                               |                               |                     |                     |                     |                          |                      |                  |                  |                  |                  |                  |                  |
|  |                               |                               |                               |                     |                     |                     |                          |                      |                  |                  |                  |                  |                  |                  |
|  | Boucaniers de Toulon          | Boucaniers de Toulon          | D1                            | 5                   | 5                   | 10                  |                          |                      |                  |                  |                  |                  |                  |                  |
|  | Boucaniers de Toulon          | Boucaniers de Toulon          | D1                            | 5                   | 5                   | 10                  | 30 mars et 6 avril 2019  |                      |                  |                  |                  |                  |                  |                  |
|  | Tornado Luxembourg            | Tornado Luxembourg            | C4                            | 6                   | 3                   | 9                   |                          |                      |                  |                  |                  |                  |                  |                  |
|  | Tornado Luxembourg            | Tornado Luxembourg            | C4                            | 6                   | 3                   | 9                   | Boucaniers de Toulon     | Boucaniers de Toulon | D1               | 6                | 3                | 9                |                  |                  |
|  | 16 et 24 mars 2019            |                               |                               |                     |                     |                     | Boucaniers de Toulon     | Boucaniers de Toulon | D1               | 6                | 3                | 9                |                  |                  |
|  |                               | Aigles de La Roche-sur-Yon II | Aigles de La Roche-sur-Yon II | A1                  | 4                   | 4                   | 8                        |                      |                  |                  |                  |                  |                  |                  |
|  | Aigles de La Roche-sur-Yon II | Aigles de La Roche-sur-Yon II | Aigles de La Roche-sur-Yon II | A1                  | 4                   | 4                   | 8                        | A1                   | 4                | 6                | 10               |                  |                  |                  |
|  | Aigles de La Roche-sur-Yon II | Aigles de La Roche-sur-Yon II |                               |                     |                     |                     |                          | A1                   | 4                | 6                | 10               |                  |                  |                  |
|  | Boxers de Bordeaux II         | Boxers de Bordeaux II         | A3                            | 1                   | 3                   | 4                   |                          |                      |                  |                  |                  |                  |                  |                  |

en italique : les équipes ne pouvant pas être promues

##### Carré final
L'EHC se qualifie donc pour le carré final en demeurant invaincue toute la saison. La FFHG confie l'organisation de ce carré final à Épinal.
Les équipes qualifiées sont donc:
| Lettre | Équipe                        | Saison régulière | Points | Différence de buts |
| ------ | ----------------------------- | ---------------- | ------ | ------------------ |
| A      | Épinal Hockey Club            | 1er (Poule C)    | 36     | +78                |
| B      | Coqs de Courbevoie            | 1er (Poule B)    | 33     | +56                |
| C      | Boucaniers de Toulon          | 1er (Poule D)    | 30     | +52                |
| D      | Chevaliers du lac d'Annecy II | 3e (Poule D)     | 28     | +67                |

###### Résultats
| 20 avril 2019 | Épinal | 8-3 (1-1, 5-1, 2-1) | Annecy II | Patinoire de Poissompré 2 150 spectateurs |

| Feuille de match | Feuille de match | Feuille de match                               | Feuille de match | Feuille de match                                                             |
| ---------------- | --- | ---------------------------------------------- | --- | ---------------------------------------------------------------------------- |
|                  | Plch (Anthony Rapenne, Vlad) — 2 min 31 s - Rapenne — 22 min 51 s (SN) Vlad (Rapenne) — 27 min 9 s Plch (M. Charpentier) — 27 min 32 s (SN) Plch — 29 min 1 s (SN) Ganz (Plch, Rapenne) — 33 min 41 s (SN) - M. Charpentier — 41 min 4 s Ganz (M. Charpentier) — 45 min - | 1-0 1-1 2-1 3-1 4-1 5-1 6-1 6-2 7-2 8-2 8-3    | - D'Orazio (Moncenix, Fribault) — 10 min 53 s (SN) - Legon — 39 min 40 s - Moncenix (P. Perrée, Rey-Gaurez) — 46 min 49 s | Arbitrage : Florian Aurat Juges de lignes : Jason Thorrignac et Johan Fauvel |
| Ravel            | Gardiens | Bossier (33 min 41 s) Sangiorgio (26 min 19 s) | | Arbitrage : Florian Aurat Juges de lignes : Jason Thorrignac et Johan Fauvel |
| 24 min           | Pénalités | 22 min                                         | | Arbitrage : Florian Aurat Juges de lignes : Jason Thorrignac et Johan Fauvel |
|                  | |                                                | | Arbitrage : Florian Aurat Juges de lignes : Jason Thorrignac et Johan Fauvel |

| 21 avril 2019 | Épinal | 7-2 (2-0, 3-1, 2-1) | Toulon | Patinoire de Poissompré 2 300 spectateurs |

| Feuille de match | Feuille de match | Feuille de match                    | Feuille de match                                                    | Feuille de match                                                                 |
| ---------------- | --- | ----------------------------------- | ------------------------------------------------------------------- | -------------------------------------------------------------------------------- |
|                  | Benchabane (Pernot) — 2 min 20 s (SN) Ganz (Plch, Pernot) — 14 min 49 s - Plch (Pernot) — 32 min 54 s Plch (Ganz, Pernot) — 33 min 39 s Chassard (Vlad, Rapenne) — 34 min 19 s Chassard (Rapenne, Plch) — 45 min 46 s (SN) Pernot (Plch) — 47 min 33 s - | 1-0 2-0 2-1 3-1 4-1 5-1 6-1 7-1 7-2 | - Pagni (Casini) — 27 min 14 s (SN) - Merbah (Capocci) — 52 min 8 s | Arbitrage : Philippe Frossard Juges de lignes : Jason Thorrignac et Johan Fauvel |
| P. Mauffrey      | Gardiens | Bautru                              |                                                                     | Arbitrage : Philippe Frossard Juges de lignes : Jason Thorrignac et Johan Fauvel |
| 29 min           | Pénalités | 20 min                              |                                                                     | Arbitrage : Philippe Frossard Juges de lignes : Jason Thorrignac et Johan Fauvel |
|                  | |                                     |                                                                     | Arbitrage : Philippe Frossard Juges de lignes : Jason Thorrignac et Johan Fauvel |

| 22 avril 2019 | Épinal | 9-4 (4-1, 3-1, 2-2) | Courbevoie | Patinoire de Poissompré 2 450 spectateurs |

| Feuille de match | Feuille de match | Feuille de match                                    | Feuille de match | Feuille de match                                                                 |
| ---------------- | --- | --------------------------------------------------- | --- | -------------------------------------------------------------------------------- |
|                  | Rapenne (Chassard, Vlad) — 4 min 1 s (SN) Donnet (Plch, Benchabane) — 5 min 42 s (SN) - Plch (Pernot) — 11 min 3 s Rapenne (Gury) — 19 min 46 s Breton (Syrucek) — 27 min 52 s - Chassard (Vlad) — 35 min 35 s (SN) Chassard (Rapenne) — 38 min 19 s Plch — 41 min 20 s - Benchabane (Pernot, Plch) — 50 min 36 s - | 1-0 2-0 2-1 3-1 4-1 5-1 5-2 6-2 7-2 8-2 8-3 9-3 9-4 | - N. Uola (Sel, Domalain) — 8 min 3 s - Wolff (Heron) — 31 min 23 s - Segura (Domalain, Hamdan) — 41 min 34 s - Benbekhti — 57 min 58 s (SN) | Arbitrage : Philippe Frossard Juges de lignes : Jason Thorrignac et Johan Fauvel |
| Ravel            | Gardiens | Sizaire (56 min 54 s) Garcia-Alvarez (3 min 6 s)    | | Arbitrage : Philippe Frossard Juges de lignes : Jason Thorrignac et Johan Fauvel |
| 26 min           | Pénalités | 8 min                                               | | Arbitrage : Philippe Frossard Juges de lignes : Jason Thorrignac et Johan Fauvel |
|                  | |                                                     | | Arbitrage : Philippe Frossard Juges de lignes : Jason Thorrignac et Johan Fauvel |

###### Classement
| Clt   | Équipe     | PJ | V | VP | D | DP | BP | BC | Diff | Pts |
| ----- | ---------- | -- | - | -- | - | -- | -- | -- | ---- | --- |
| +001, | Épinal     | 3  | 3 | 0  | 0 | 0  | 24 | 9  | +15  | 9   |
| +002, | Annecy II  | 3  | 2 | 0  | 1 | 0  | 13 | 16 | -3   | 6   |
| +003, | Courbevoie | 3  | 1 | 0  | 2 | 0  | 15 | 18 | -3   | 3   |
| +004, | Toulon     | 3  | 0 | 0  | 3 | 0  | 8  | 17 | -9   | 0   |

- Promu en Division 2